# 薩爾加多·菲柳阿雷格里港國際機場
小萨尔加多国际机场（葡萄牙語：Aeroporto Internacional Salgado Filho）是一座位於巴西阿雷格里港的民用機場，是巴西第四大機場。此機場因為跑道過短加上在小丘上，周圍都是大樓建築，故為世界最危險的機場之一。

## 航點
- 阿根廷航空（布宜諾斯艾利斯、Montevideo）
- NHT Linhas Aéreas（Caxias do Sul、Navegantes、Curitiba、Santa Maria、Santa Rosa、Horizontina、Rio Grande、Pelotas、Rivera、Uruguaiana）
- 巴西天馬航空（巴西利亞、布宜諾斯艾利斯、Campinas、Curitiba、Florianópolis、Fortaleza、里約熱內盧、Salvador、聖保羅）
- 巴西航空（布宜諾斯艾利斯、聖保羅）